# Sojuela
Sojuela település Spanyolországban, La Rioja autonóm közösségben. Sojuela Entrena, Sorzano, Nalda, Daroca de Rioja és Medrano községekkel határos. Lakosainak száma 659 fő (2024).

## Népesség
A település népessége az elmúlt években az alábbi módon változott:
| Lakosok száma | 86   | 114  | 138  | 201  | 263  | 288  | 287  | 313  | 570  | 659  |
|               | 2001 | 2004 | 2007 | 2009 | 2012 | 2014 | 2017 | 2019 | 2022 | 2024 |